# Mexikó címere

Mexikó címere

Mexikó címere egy zöld kaktuszon álló barna sast ábrázol, amely a csőrében és az egyik lába karmaiban egy zöldes-szürkés kígyót tart. A jelképet nemzeti színű szalaggal összekötött zöld ágak övezik. A címer azt a legendát ábrázolja, miszerint az azték napisten kinyilvánította alattvalóinak, hogy ott építsenek új fővárost, ahol egy sas a csőrében egy kígyót tart egy kaktuszon állva. A jelenlegi jelkép már a nyolcadik változat, az 1968-as olimpia óta használják. A címerpajzs megtalálható a zászlón is.